# El insólito embarazo de los Martínez
El insólito embarazo de los Martínez es una película cómica española de 1974, dirigida por Javier Aguirre y protagonizada en los papeles principales por Esperanza Roy y José Sazatornil.
El motivo insólito y el planteamiento de la trama coinciden bastante con el de la comedia francesa anterior No te puedes fiar ni de la cigüeña (L'Événement le plus important depuis que l'homme a marché sur la Lune, Jacques Demy, 1973).              

## Sinopsis
Desde el primer momento de su matrimonio, Federico no ha dejado de soñar con la idea de ser padre. Tanto él como Laura, su mujer, han hecho todo lo posible, pero el hijo no viene. La obsesión de Federico por ser padre llega a tal punto que al final el embarazo llega, pero para él. Un ginecólogo tras otro y el diagnóstico es contundente: Federico está de siete meses y, por lo tanto, a punto de ser madre.

## Reparto
- Esperanza Roy como	Laura.
- José Sazatornil como Federico.
- Mari Carmen Prendes como Madre de Laura.
- Mirta Miller como Dorita.
- Tomás Zori como Serafín.
- Ricardo Tundidor como Compañero de trabajo de Federico.
- Laly Soldevila como Florita.
- Alberto Fernández como Dr. Martínez Ascárraga
- Luis Barbero como Cura.
- Manuel Guitián
- Julián Navarro
- Kinito
- Álvaro de Luna como Tigre.
- Goyo Lebrero como Hombre ebrio.
- Joaquín Pamplona como Inspector de policía.
- Juan Cazalilla
- Ángel Álvarez como	 Hombre en combate de boxeo.
- Blaki como	 Analista.
- Eduardo Moreno
- Ramón Reparaz
- Ángel Menéndez
- José Luis Baringo
- Enrique Closas
- Mari Carmen Duque
- José Luis Zalde
- Fabián Conde como Camarero.
- Eduardo Puceiro
- Luis Sánchez Polack como Desembarazador enviado por Dorita #1.
- José Luis Coll como Desembarazador enviado por Dorita #2.